# Gledališče
Gledališče je področje igralskih umetnosti, ki se ukvarja z igranjem zgodb pred občinstvom s pomočjo govora, giba, glasbe, plesa, zvoka in z razkošno predstavo oziroma z enim ali več elementi drugih igralskih umetnosti. Poleg standardnega pogovornega sloga se lahko gledališče izvaja tudi v drugačnih oblikah, kot so opera, balet, mimika, kabuki, kitajska opera, lutkovno gledališče, glumaška igra, improvizacijsko gledališče, kabaret ali pantomima.
Gledališče je predvsem kraj predstave, praznovanja, rituala, a hkrati tradicija in šola o tem, kako prenašati ideje, pripovedi in izročilo množičnem občinstvu. 

## Zgodnje tradicije gledališča
Zgodnje izročilo se prenaša preko besed in podob. Besedilo se pomni preko rim ali ritmičnega pripovedovanja, pomagajo si tudi s podobami. Magičnost razlage sveta je ključna, zato je interpret sveta polverska figura, vrač. Besedila so praviloma predvsem izročilo. Tako se prenaša besedilo Homerja, Vede, sumerski Ep o Gilgamešu. Tudi tehnološke najdbe se ohranjajo z zvestim ohranjanjem nekdanjih dosežkov. Predstave verskega značaja so tako namenjene ohranjanju obstoječega in tako se prepletajo tako z znanostjo, vero in zdravljenjem. Primer so Hopi Indijanci, kjer so bičali plesalce plemena in jih tako zdravili revme in podobnim obolenj staranja. 
Obstajajo bogati viri predstav plesa in predstav za gledalce v Majski kulturi, ki so predstavljali ljudska izročila. Predstave so bile interaktivne, plesalca in igralca sta uprizorila legendo ob ritmu in glasbi, občinstvo pa ju je spremljalo s plesom in ploskanjem in tako pomagalo pri izvedbi. Podobni razvoj pridobijo nemi igralci mimiki v 4.stoletju.
Podobne elemente imajo maškarade, prebivalstvo se preobleče, spremeni videz in tako prevara smrt ali zimo. Ko uprizarjanje besedil in dogajanja postane tudi dejanska predstava, govorimo o rojstvu gledališča. V Egiptu tako gledališče ponuja predstave v imenu boga Ozirisa, Grki izvajajo predstave za bogova Dioniza, Apolona, ali celo za cel Olimpus. Pomemben del prebujanja gledališča so bila pisne kulture, ki so omogočale prenos prej ustnih izročil v besedila na voljo vsem, tudi brez avtoritarne razlage, a v čaščenje bogov. Besedila je pripovedovala ena sama oseba, kasneje v dialogu z zborom, nato pa so sledili pogovori med igralci samimi in zborom. Tu se razvijajo tudi gledališki festivali in razlikovanje med komedijo in tragedijo.

Antično gledališče je nastalo s preučevanjem akustike in glasu, prvič so napravljeni tudi prostori namenjeni prav predstavi. Gledališča so bila mnogokrat prizorišča spektakla ali prostor javne razprave. Če so vladarji imeli v lasti prizorišče, so bila lahko celo ekskluzivno prizorišče in zato politično podrejena. 

### Dvorno gledališče
Z uvedbo rimskega cesarstva poznamo gledališča, ki postanejo uradno cesarska in tako prebijejo svojo ulično ali versko dimenzijo. Posledično je tudi igralec in njegov poklic predmet vsaj delnega prestiža, kar je bilo doseženo vsaj deloma z gledališkimi festivali, ki so bili vsaj deloma antični dogodek enakovreden Olimpijskim igram. V Rimskih časih postane igralec tisti del spektakla, ki ni pogrešljiv. Rim tako gradi objekte namenjene gledališki dejavnosti in so tudi namenjeni označevanju posebno spoštovanja vrednim ljudem. Visoko se ceni pantomima. Zaradi raznolikega spektakla iger in bojev v katerih je vladar kot organizator bil pomemben del čaščenja in celo bog, je ob Konstantinovem prehodu v krščanstvo teater bil prenešen v cerkve, nasilje pa minimizirano. Kolosej in podobni objekti so bili proti koncu cesarstva vedno manj uporabni.
Indija je poznala v tem času kate, pripovedi, epe, resnične zgodbe ali anekdote z moralo, naukom ali premislekom. Te zgodbe iz sanskrta so bile pripovedovane in razlagane v velikem obsegu, mnoge so izhajale iz Ved in podobnih virov, lahko pa so bile tudi prilagojene, skrajšane in spremenjene za potrebe poslušalstva. Čas namenjen poslušanju teh pripovedi je bil pomemben del vzgoje, zaradi različnih kast pa so bile Vede tudi pomemben del državljanske vzgoje. Natjasastra je pomemben enciklopedični vir tradicije gledališča v Indiji, praviloma so igre amaterske, igralci nosijo maske in pripovedujejo tekste. Kasneje iste igre odigravajo za kralja v templjih, gre za zaprte zgradbe, pomemben del igre pa so opombe in razlage med samo igro. Občinstvo tako dobi kratko obnovo in zgodovino lika, njegova reakcije in celo objasnila v lokalnem jeziku. Vedno bolj so dovoljena odstopanja od teksta zaradi lažje manj naporne razlage. Ker so bile predstave za kralja, so pomembno razvoj gledališča spreminjale razlage o tem, kaj je lepo in koristno za samo gledališče.
Kitajsko gledališče je podobno kot japonsko razvijalo umetnost v pomembno tradicijo v zgodnjem obdobju. Gledališče je bilo sredstvo pogovora z vladajočimi in obvladovanimi, tematike pa so bile raznovrstne, podpiranje dogodivščin, sodne drame, nadnaravne bitke, banditi v sporu s pokvarjenimi uradniki. Japonsko zgodnje gledališče se naslanja na šintoizem.
Nekatere gledališke tradicije prvič premešajo spolne identitete med vloge in igralce, kar še posebej velja za japonsko tradicijo. Z uporabo mask in zapletenih vlog so sprva odločali, da vse vloge, ženske ali moške odigrajo moški. Kasneje pa so spremenili ideje in so moški lahko igrali ženske in obratno ženske igrale moške. Podobno velja za zgodnje antično gledališče kot tudi za zgodnje renesančno gledališče.

### Srednjeveško gledališče
Ob slabi pismenosti prebivalstva in latinskih spisih relativne zahtevnosti so uprizarjali igre v latinščini za prebivalstvo, ki je poznalo zgodbe, tu pa so lahko ponotranjili te zgodbe. Podobno so bile odigrane zgodbe o nekaterih bibličnih osebah ali svetnikih. Izvajale so se tudi procesije in božične igre, ki so bile povezane z zimskim počitkom. Srednjeveško muslimansko gledališče se je v nekaterih primerih razvilo v spominsko odigravanje vojn, bitk in mučeništva.
Običajno so bili odigrani pasijoni, po celem svetu pa se razvija močna želja po upodobitveni umetnosti besedil predvsem v podobi pisemske umetnosti ali kaligrafije. Spektakel v cerkvenem obredju se je pokazal predvsem v arhitekturi, okrasju in glasbi, tu še posebej v zborovskem petju. Besedila so se tako brala in pri tem je bralec uzrl besedilo posebej okrašeno in prvobitno. Taka tradicija je bila še posebej vidna v muslimanskem in krščanskem svetu srednjega veka, azijski del je gledališke tradicije tedaj še izrazito ohranil nedotaknjene.

### Poklicno gledališče Evrope
Ob izumu tiska in renesansi se prične eksplozivno širjenje idej in tehnologij. Obujanje antičnih tradicij gledališča pa tudi rimskih tradicij je pomenilo veliko kvaliteto za zabave željne prebivalce. Tako se razvije v Italiji Commedia dell' arte, v Angliji renesančno gledališče Williama Shakespeara, obe vrste gledališč so bile svojstvene, predvsem commedia pa je izhaja iz jezikovne enotnosti izobraženega prebivalstva, ki so vsi poznali latinščino na visoki ravni. Tako se razvije 12 članska gledališka skupina z jasno določenimi vlogami in maskami in razponom. Skupina odigrava omejen razpon iger, kjer uporabljajo izkrivljen jezik in praviloma popačene namene igralcev za primerni vir komedije. Le redko se ukvarjajo z zgodovino, a praviloma je zgodovina vir komedije. Vsi liki so tipski in se ne spreminjajo med potovanjem.
Dotedaj je bilo gledališče v mnogočem amatersko, občasno in namenjeno določenem praznovanju ali dogodku. Le redko se je zanj plačevalo ali ga ocenjevalo, commedia dell' arte pa je prvič gledališče, ki je plačljivo in izrazito neustvarjalno, saj je temeljilo na omejenem številu likov in zapletov. Ob uspehu gledaliških skupin se tako išče gledališke pisce, ustvarjalce. Izstopajo tako Lope de Rueda, Thomas Kyd, Lope Felix de Vega y Carpio, Christopher Marlowe, William Shakespeare. Pisci sami sicer niso bili pomembne osebnosti, plačljivo občinstvo pa je bilo glasen in pomemben kritik za gledališko skupino, ki je morala zapolniti stole. Špansko renesančno gledališče izstopa v tem času predvsem po inovacije gradnje teh gledališč. Gledališča so razmeroma poceni z malo udobja in slabo varnostjo, a ob visoki gledanosti razmeroma uspešen poslovni model renesančnega podjetnika. Kmalu postane skupina tudi višje cenjena zaradi sponzorstva dvora. Pisci še vedno cenijo improvizacijo, a zaradi mehanike in tehnoloških inovacij morajo igralci vedno bolj poznati besede dosledno, saj so le tako zagotovili, da so v zaodrju pravilno odreagirali z efekti in vzvodi.
Evropski prostor tako vedno bolj oblikujejo raznolike zgodbe in zgodovinski teksti, kralji pa vedno bolj podpirajo te kulturne dejavnosti, da bi pridobili na svojo stran prebivalstvo ob vedno bolj uspešnem meščanstvu, trgovcih in plemstvu. Podobno kot v Indiji postane pomembno izhodišče za igro teorija gledališča in estetike. Igre so bile lahko dolge in bogate, izpostavljenost takim zgodbam pa je imela tudi stranske učinke. 
Italija je prvič pričela z gledališko kritiko, Francija pa je ob kritiki El Cida pričela dejansko s kaznovanjem iger, ki so kršile določene norme in tako dejansko pričela z gledališko kritiko kot političnim pritiskom. Gledališče vedno bolj uporablja tudi scene kot likovno ozadje, naslikana perspektiva tako nadomešča siceršnje ozadje. V zgodnji dobi renesančnega gledališča so igralci igrali na odprtem prostoru in izrabljali dejanske gradove in obzidja za videz graščin in dvora. Vedno bolj se je štelo, da so obiskovalci gledališč predvsem gledalci in komajda poslušalci. Renesančno gledališče ponovno praviloma igrajo moški igralci, tudi ženske vloge, zato postaja vedno bolj pomembno, da se s podobo gledalci prepoznajo.

## Državno gledališče
Francoska nagnjenost k cenzuri gledaliških podjetij se je začela s kardinalom Richeliujem, ki se je sprl s Francosko akademijo v zvezi z izpravnostjo Corneillejevega El Cida, a zaostrila s cenzuro kralja Ludvika XIV, sicer ljubitelja gledališča. Sam je namreč podprl tedaj ustanavljajočo Pariško Opero in okoli 5 gledaliških skupin, a je na drugi strani cenzuriral Molierovo komedijo Tartuffe. Ob vedno manjšem občinstvu in državnih cenzurah so tekmovale mnoge skupine za naziv kraljevske gledališke skupine, a le redke so preživele velike stroške in vedno upajoče iskali sponzorstvo krone, saj niso imeli v lasti ne gledališča, občinstvo pa se je močno naslanjalo na politiko krone.
Razvoj trgovine je na Japonskem pomenilo razvoj kibuki gledališča, kjer je gledališče bilo kraj plesa, igre in glasbe pa tudi satirične in smele šale. Ob sicer skorajda vojaški ureditvi samurajev in kmetijskih fevdalnih vasi je bilo gledališče kraj, kjer so bili zaposleni spolni delavci obeh spolov (gejša in podobni nazivi), pa tudi mnogi plesalci. Gledališče se je ohranjalo zaradi ocene, da to pomeni mir in manjši kriminal ob siceršnji gospodarski rasti. Samuraji so se bali predvsem izgube časti ob pripovedi o samuraju, ki je izgubil čast zaradi zveze s kibuki spolnim delavcev ali delavko. Kibuki gledališče je tako šogunat reguliral z omejitvijo zaposlenih v kibuki gledališču, takšni igralci so morali biti stari moški, v javnosti so morali biti oblečeni bolj preprosto. Kasneje so jim celo določili kje lahko prebivajo. Gledališče je sicer imelo visok status, ki ga pa je zlahka izgubil s škandalom neprimernega vedenja igralcev. 
V Veliki Britaniji je profesionalno gledališče, nekaj časa celo pod sponzorstvom Krone, postalo od leta 1642 za časa puritanske vlade celo prepovedano, nato uvedejo celo kraljevski monopol nad gledališkim ustvarjalnim delom.
Neoklasične norme estetike in francoski absolutizem je podredil gledališče morali. Jean Racine in tragedije so zaznamovale francoski absolutizem, cenzorji in podpora kraljevine različnim gledališkim skupinam je omogočila nadzor kralja nad določenimi projekti in državno sponzorirano umetnost. Ulična karnivalna umetnost postaja pomembno nasprotje kraljevi oblastni poziciji, kar izpostavi Moliera, komediografa, ki je sramotil poleg avtoritarnih meščanskih in družinskih pozicij tudi strokovnjake na področju medicine, kar pa je ogrožalo strokovnost oblastnega poklica.

### Spektakularno gledališče in nacionalizem
Sentimentalno gledališče porajajočega meščanstva in melodrame ob obstoječi cenzuri ponujajo le vedno bolj čustvene nastope igralcev in vedno manj hladnokrvno razumevanje življenja in okolice. Igralec je tako vedno bolj zvezda, oseba vredna pozornosti in premisleka zaradi lastne karizme in nastopa in je zato sama po sebi pomembna. Ker so gledališča podprta od države, pomembno pa obiskana in družbeno pomembna inštitucija, so tudi igralci postali del družbenega dogajanja. Njihova zmožnost nastopa in dramatičnega zanosa je postala izrazita, saj so posli in delovanje bili manj dramatični po sami naravi. Nacionalistična prizadevanja vsaj deloma to razrahljajo z zanosi revolucij in družbenih gibanj. Sentimentalno gledališče nasprotuje literaturi ljudske modrosti in srednjeveških dobrih nasvetov, ki preplavlja tisk v istem času, na primer Benjamin Franklin je kot tiskar z velikim uspehom tiskal in pisal predvsem takšno pisanje pred revolucijo.
Podobno sentimentalno vlogo igrajo tudi romantično pisci, skladatelji in igralci, ki se postavljajo celo za mislece gibanja ali pa jih kot take postavljajo drugi. Igre se tako podrejajo izključno klasičnim zahtevam po enotnem kraju, času in dogajanju, ki obsega največ 24 ur, kar je predpisal Aristotel in je naslavljal v kritiki kardinal Richelieu, a igralce poganja predvsem želja po idealu, slavni preteklosti, upanju na sanje, ljubezni in se obnašajo izrazito čustveno. Igre so tudi vedno manj komedije in tragedije, temveč drame ali melodrame, nastopajo meščani, ki so pretirano razčustvovani, kar zbuja ali smeh ali žalost občinstva. Vse bolj gledališča investirajo v operne dvorane, tehniko, scenografijo, eksponate in posebne efekte za višjo dodatno vrednost gledališča. Gledališče postane celo izhodišče za politična in družbena gibanja.

### Gledališče za množice
V poznem 19.stoletju postane izrazito zanimivo gledališče idej, kjer izstopata Henrik Ibsen, Čehov in Strindberg. Gledališče počistijo nepotrebnih idej, kostumov, predmetov in eksponatov. Dogodki na odru zagotavljajo jasno obrazloženo idejo ali vsaj jasen in obrazložljiv zaplet, ki bi morebiti sicer bil psihološko zapletena situacija. 
Pomembno se razvija tudi teorija igre, kjer se izpostavi šolo Stanislavskega, igralec skrbi za psihološki realizem in tako poskrbi za gledalca, da izkusi kar se da resnično izkušnjo čustev igralca.
Po prvi svetovni vojni se gledališče izrazito spremeni v prostor revščine in pomanjkanja. Posebni efekti in izum elektrike pomenijo velike spremembe pri ozvočenju in lučeh, igralci lahko pridobijo večjo pozornost občinstva. Kultura zvezdništva se vedno bolj razvija in nadomešča kulturno avtentičnost s komercializacijo. Gledališče uporablja vse vrste virov in navdihov za svoje delovanje, opira se na tuje tradicije in vedno bolj uporablja elemente drugih umetnosti za svoje delovanje. Ob izumu filma se prenos znanja drugih umetnosti prenese tudi v filmsko umetnost.
Socialni realizem, pripovedi o vsakdanjih zgodbah, prizadevanje in igralske tehnike namenjene avtentičnosti igralca zaznamujejo pomemben del teatra na obeh straneh Hladne vojne. Predvsem v ZDA se gledališče pričenja ukvarjati tudi s fantazijo, muzikali in drugo tradicijo izpred druge svetovne vojne. Na področju Evrope gledališče raziskuje absurd, nesmisel, eksistencialne teme, improvizacijsko gledališče in ostalo tradicijo.  
V nekaterih državah postaja gledališče nišno trženo in nima več nacionalnih teženj. Tako naslavlja partikularne interese in nima prave želje po nacionalnem pomenu. V nekaterih državah raziskujejo pomen kolonialnih vplivov na lastno kulturo gledališča in tako izprašujejo identiteto, a mnoge države prisegajo na globalizem pri gledališču, kar pomeni sposojanje iz vseh tradicij pri gledališkem ustvarjanju in neobremenjenost pri predstavljanju tradicionalnih pripovedi in gledaliških tehnik. Gledališča bi tako predstavljala kot samostojne projekte tako kibuki, italijansko opero, broadwayski muzikal ali angleško melodramo. Večina držav še vedno ohranja tako nacionalne kulturne hiše, opere in gledališča, ki praviloma poslujejo zelo uspešno.  

## Tradicija teatra v Sloveniji
»Začetki slovenskega gledališča segajo v čas baroka, ko so na več mestih na področju današnje Slovenije igrali predstave z nabožno vsebino.« (Čopič in Tomc, 1997:165) V slovenskem prostoru je predvsem v obdobju po prvi svetovni vojni ustanovljenih precej gledališč, nekatera veljajo tudi za nacionalno gledališče. Ker gre za gledališče z relativno mlado tradicijo, je pomen igre in tradicije zelo pomemben del same gledališke kulture. Brez odzivanja na odigrano je gledališče mrtvo, okostenelo in brez duše. Mnogi se tako opirajo na gledališko kritiko kot odziv, a v mnogočem je gledališče predalo tradicijo in umetnost televiziji in množičnim občilom, ki gledališče v veliki meri tudi prepušča osami in zapuščenim tradicijam. Zaradi nizkih stroškov in preprosto odigrane izvedbe se razvija v Sloveniji tudi ulično gledališče s svojim poletnim festivalom.
Ljubiteljska kultura ima sicer daljšo tradicijo. Zgodovina enega najstarejših še delujočih ljubiteljskih gledališč v Evropi se je začela leta 1921. V gostilni Pri Lozarju v predelu okrog ljubljanske cerkve sv. Jakoba so takrat odigrali nekaj komičnih točk s petjem in glasbo. Ustanovljen je bil dramatski odsek kulturnega društva za Šentjakobski okraj. Prvi Šentjakobski oder je zaživel v hiši na Gornjem trgu. Izraz Šentjakob je sčasoma izgubil krajevni pomen in je postal sinonim za Šentjakobsko gledališče. Leto po ustanovitvi je mesto režiserja prevzel Milan Skrbinšek, njegovo obdobje pa se je leta 1929 končalo, ker je moral zaradi nerazumevanja takratnega vodstva Narodnega gledališča odpovedati sodelovanje. V sezoni 1932/33 se je oder preselil v Mestni dom, kjer domuje še danes. V času druge svetovne vojne so italijanski okupatorji porušili oder in ostale prostore spremenili v spalnice za svoje vojake. Po vojni so oder obnovili in gledališče je dobilo polpoklicni status. 

### Začelo se je z Županovo Micko
Za prvi mejnik v zgodovini našega gledališča se šteje 28.december 1789, ko je bila uprizorjena Županova Micka, avtorja Antona Tomaža Linharta. Komedija z elementi razsvetljenstva pa tudi elementi ljudske komedije se vidno naslanja tudi na Figarovo svatbo. Kasneje se začne razcvet čitalniškega gibanja, ki podpira kulturno sodelovanje, zborovsko petje, igre in branje med prebivalstvom. S tem gibanjem je slovensko meščanstvo prišlo do svoje družbene podobe, v drugi vrsti pa vsaj do delne kulturne in zasilno tudi do gledališke podobe. Pomen čitalnic je bil v ponujanju kvalitetnih kulturnih vsebin, ki so jih izvedli v slovenskem jeziku.

### Začetek profesionalizacije gledališča
Drugi mejnik je ustanovitev Dramatičnega društva v Ljubljani leta 1867. To je prvi poskus priti do temeljev za slovensko poklicno dramsko gledališče, lahko rečemo, da je to začetek profesionalizacije gledališča. Čas med letoma 1867 in 1941 (45) lahko označimo za čas postopne in načrtne institucionalizacije in profesionalizacije v Ljubljani, Mariboru in Trstu. Fran Levstik je Dramatično društvo organiziral v nekakšen gledališki inštitut s tremi bistvenimi elementi: dramaturški oddelek, igralska šola in stalni gledališki oder. 

### Leto 1892 ugoden čas za slovensko gledališče
Za naslednji mejnik štejemo leto 1892, ko je prišlo do sorazmerno primernih možnosti za uprizarjanje slovenskih predstav. Ignacij Borštnik je tega leta tekstovno priredil in zrežiral Jurčičevo Veroniko Deseniško. Nato so odprli Deželno gledališče v Ljubljani, kjer je današnja stavba Opere in Baleta, pod umetniškim vodstvom Ignacija Borštnika. Pred prvo svetovno vojno pa je bil ravnatelj, tedaj že Slovenskega narodnega gledališča, Oton Župančič. Po letu 1919 se začne tudi ambiciozno delovanje Drame Slovenskega narodnega gledališča v Mariboru, leta 1920 pa se podržavi Slovensko narodno gledališče v Ljubljani. Leta 1907 se sprejme tudi sklep, da se v Trstu ustanovi »redno slovensko gledališče na umetniški podlagi« z imenom Slovensko stalno gledališče. Ob tem se širijo gledališke predstave tudi v večje vasi, gre za obdobje izrazite amaterizacije kulturnih društev, ki so jih tedaj imenovali "gledališki diletanti". Kot aktiven promotor gledališke aktivnosti šteje France Koblar.  
- Idrijsko rudniško gledališče 1905
- Igralci Slovenskega narodnega gledališča na radiu
- Razglednica ljubljanskega SNG iz zgodnjega 20.stoletja

### Med 1920 in 1945 zaradi oblasti molk gledališč
Med letoma 1920 in 1945 so gledališča umolknila po ukazu fašističnih in nacističnih oblasti, po letu 1945 pa se je nadaljevalo bogato izročilo gledališke dejavnosti. Ob porastu zahtevnejšega gledališča gledališče obiskujejo predvsem študenti, gledališče doživlja precejšnjo krizo ob gospodarski krizi, a društva ohranjajo tako diletantsko gledališko kulturo kot tudi poklicna društva, kjer za mesta ohranjajo razmeroma zahteven gledališki repetoar.

### Leta 1952 še sedem stalnih gledališč
Okrog leta 1952 je bilo v skladu z vizijo ustanovljenih še 7 stalnih poklicnih gledališč (v Ljubljani – Mestno gledališče ljubljansko, Slovensko mladinsko gledališče je sprva namenjeno zgolj mladim; v Celju Slovensko ljudsko gledališče; v Kranju Prešernovo gledališče; Gledališče slovenskega Primorja s prvotnim sedežem v Postojni, kasneje v Kopru; Primorsko narodno gledališče v Novi Gorici in okrajno gledališče na Ptuju). Pomembno je omeniti tudi ustanovitev Lutkovnega gledališča Ljubljana, ki pričenja lutkarsko tradicijo gledališča v Sloveniji na organizirani ravni. 

### Začetek neodvisnih gledališč v 50ih in 60ih letih 20.stoletja
V petdesetih in šestdesetih letih 20. stoletja so se začela pojavljati prva neodvisna, eksperimentalna gledališča z bolj drznimi in manj akademskimi uprizoritvami (EG Glej, Oder 57), v katerih so sodelovali igralci iz poklicnih gledališč. Pomembno je omeniti tudi Gledališče Ane Monro kot eno prvih začetnikov improvizacije in uličnega gledališča v Sloveniji. 

### Komercialno gledališče
Leta 1997 pa se pojavi tudi zasebno-komercialno gledališče Špas teater v Kulturnem domu Mengeš. Urška Alič je orala ledino pri uveljavljanju tovrstnega gledališča. Po vidnem uspehu tega komercialnega gledališča je sledil val gledališč, ki delujejo po podobnem principu (SiTi Teater-BTC itd.). V Ljubljani in Mariboru razvijejo festival uličnega gledališča Ana Desetnica.

## Vir:
- Čopič Vesna in Tomc Gregor (1997) Kulturna politika v Sloveniji. Ljubljana: FDV/ Teorija in praksa
- AGRFT, ur. Barbara Sušec, Blaž Lukan, Maja Šorli: Dinamika sprememb v slovenskem gledališču 20.stoletja (2010), Ljubljana, Maska
- Cesare Molinari: Istorija pozorišta (1972), Beograd, Vuk Karadžić
- Phyllis Hartnoll: The Theatre, A Concise History (revised edition) (1989), Thames and Hudson
- Brockett and Hildy (1968; 10th ed. 2010), History of the Theater